# Carlo Torre (medico)
Carlo Torre (Torino, 13 settembre 1946 – Lanzo Torinese, 13 dicembre 2015) è stato un medico e criminologo italiano.

## Biografia
Nato a Torino, si diploma in Maturità Classica presso il Liceo classico statale Vittorio Alfieri di Torino nel 1965. Laureato a Torino in Medicina e Chirurgia nel luglio 1971, svolge attività di assistenza e poi insegnamento presso l'Istituto di Medicina Legale e delle Assicurazioni dell'Università di Torino.
In seguito viene assunto presso la Cattedra di Anatomia Umana Normale dell'Università di Torino e svolge numerosi altri incarichi, divenendo poi Professore Associato di Medicina Legale e delle Assicurazioni presso l'Università di Torino, dove ha tenuti numerosi corsi; fino alla morte ha insegnato patologia, anatomopatologia e medicina legale presso l'università torinese e presso l'Università del Piemonte Orientale Amedeo Avogadro.
Dal luglio 1995 è responsabile del “Laboratorio di Scienze Criminalistiche” afferente al Dipartimento di Anatomia, Farmacologia e Medicina Legale.
Si è occupato di numerosi casi di omicidio come consulente della corte o di parte; ha lavorato ad esempio, come perito del tribunale nel caso dell'omicidio di Marta Russo, ma la sua perizia balistico-medica, effettuata con Pietro Benedetti e Paolo Romanini, venne rifiutata perché indicava luoghi diversi come provenienza dello sparo, rispetto a quelli ipotizzati dal teorema accusatorio, venendo poi recuperata nella sentenza di annullamento della Cassazione.
Il professor Torre è stato anche consulente della difesa nel processo d'appello per l'omicidio di Meredith Kercher, contribuendo all'assoluzione di Amanda Knox e Raffaele Sollecito nel 2011. Tra gli altri casi in cui ha lavorato, il delitto di Cogne (consulente della difesa, abbandonato per divergenze con l'avvocato Carlo Taormina) e la morte di Carlo Giuliani (perito del tribunale).